# جامعة خاركوف الحكومية للأغذية والتجارة
جامعة خاركوف الحكومية للأغذية والتجارة مؤسسة تعليم عالي أوكرانية، (بالأوكرانية: Харківський державний університет харчування та торгівлі) هي جامعة تقع في خاركيف أوبلاست، أوكرانيا. تأسست هذه الجامعة في سنة 1967